# Otago
Otago (in maori Ōtākou) è una regione della Nuova Zelanda appartenente all'Isola del Sud.
Al censimento del 2003 la regione conta 240900 abitanti. 	

## Città
Le città più importanti sono Dunedin, Queenstown, Alexandra, Cromwell, Oamaru, Palmerston, Wanaka, Frankton, Middlemarch, Lawrence, Balclutha, Brighton, Mosgiel, Milton, Waikouaiti, Moeraki, Ettrick.